# Cratere Lucia
Lucia  è un cratere sulla superficie di Venere.